# Menville
Menville (Menvila en occitan) est une commune française située dans le nord du département de la Haute-Garonne en région Occitanie.
Sur le plan historique et culturel, la commune est dans le pays de Rivière-Verdun, un petit pays d'élection de l'est de la Gascogne, à l'écart des grandes voies de communication, et s'étageant sur les terrasses de la rive gauche de la Garonne, entre la vallée de la Save et la Lomagne, et se prolongeant en Gascogne toulousaine. Exposée à un climat océanique altéré, elle est drainée par la Save, le ruisseau de Tourrompe et par divers autres petits cours d'eau.
Menville est une commune rurale qui compte 799 habitants en 2022, après avoir connu une forte hausse de la population depuis 1975. Elle fait partie de l'aire d'attraction de Toulouse. Ses habitants sont appelés les Menvillois ou  Menvilloises.

## Géographie

### Localisation
La commune de Menville se trouve dans le département de la Haute-Garonne, en région Occitanie.
Sur le plan historique et culturel, Menville fait partie du pays toulousain, une ceinture de plaines fertiles entrecoupées de bosquets d'arbres, aux molles collines semées de fermes en briques roses, inéluctablement grignotée par l'urbanisme des banlieues.
Elle se situe à 22 km à vol d'oiseau de Toulouse, préfecture du département, et à 9 km de Léguevin, bureau centralisateur du canton de Léguevin dont dépend la commune depuis 2015 pour les élections départementales.
La commune fait en outre partie du bassin de vie de Toulouse.
Les communes les plus proches sont : 
Lévignac (1,3 km), Bretx (3,0 km), Montaigut-sur-Save (3,3 km), Saint-Paul-sur-Save (3,5 km), Le Castéra (4,6 km), Pradère-les-Bourguets (4,7 km), Thil (4,7 km), Lasserre (4,8 km).
| Thil       | Bretx    | Saint-Paul-sur-Save |
| Le Castéra | Menville |                     |
|            |          | Lévignac            |

### Géologie et relief
La superficie de la commune est de 507 hectares ; son altitude varie de 122  à   225 mètres.

### Hydrographie

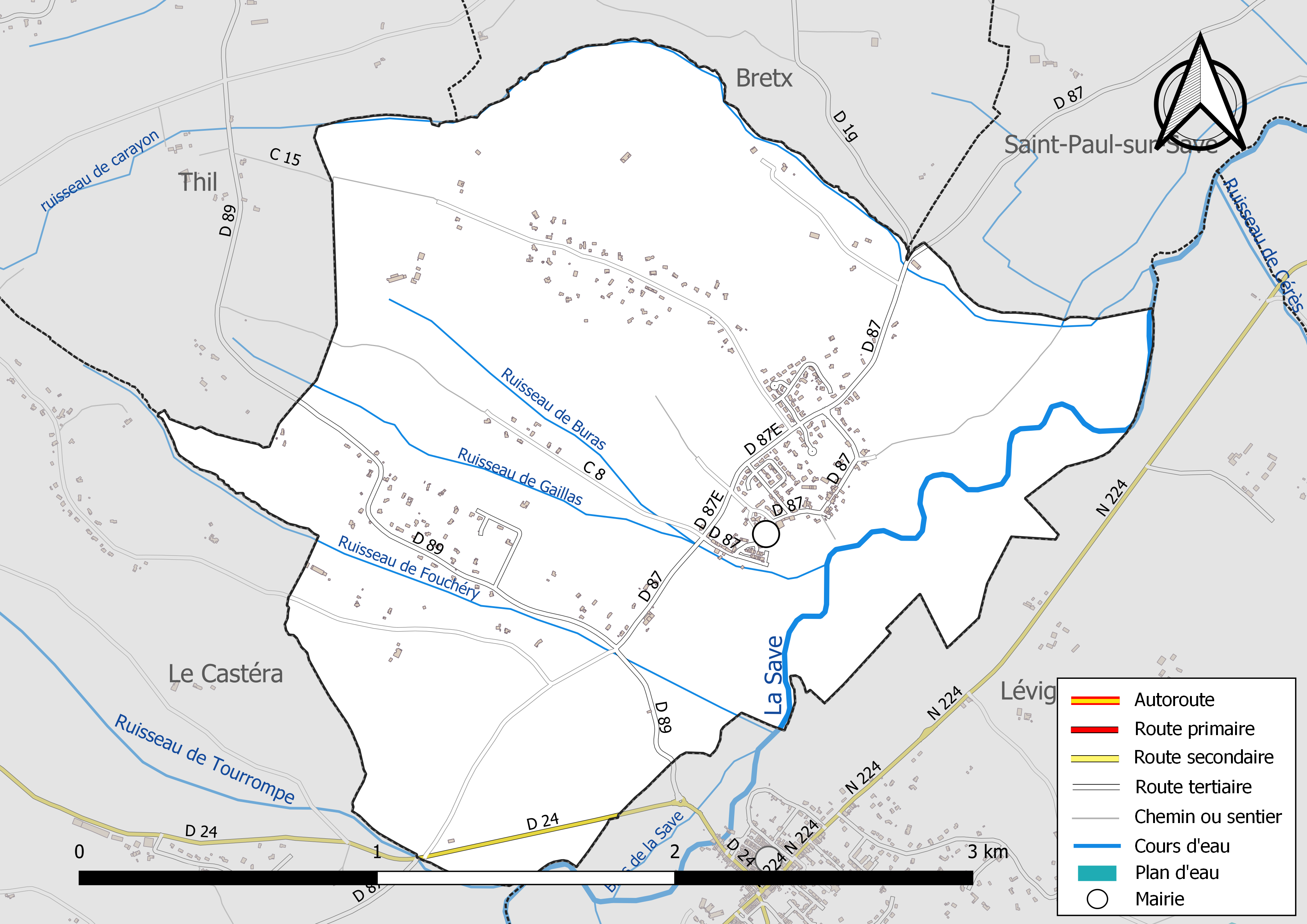
Réseaux hydrographique et routier de Menville.

La commune est dans le bassin de la Garonne, au sein du bassin hydrographique Adour-Garonne. Elle est drainée par la Save, le ruisseau de Tourrompe, le ruisseau de Buras, le ruisseau de carayon, le ruisseau de Fouchéry, le ruisseau de Gaillas et par un petit cours d'eau, constituant un réseau hydrographique de 10 km de longueur totale,.
La Save, d'une longueur totale de 143 km, prend sa source dans la commune de Lannemezan (65) et s'écoule du sud-ouest vers le nord-est. Elle traverse la commune et se jette dans la Garonne à Grenade, après avoir traversé 46 communes.

### Climat
Pour des articles plus généraux, voir Climat de l'Occitanie et Climat de la Haute-Garonne.
En 2010, le climat de la commune est de type climat du Bassin du Sud-Ouest, selon une étude s'appuyant sur une série de données couvrant la période 1971-2000. En 2020, Météo-France publie une typologie des climats de la France métropolitaine dans laquelle la commune est exposée à un climat océanique altéré et est dans la région climatique Aquitaine, Gascogne, caractérisée par une pluviométrie abondante au printemps, modérée en automne, un faible ensoleillement au printemps, un été chaud (19,5 °C), des vents faibles, des brouillards fréquents en automne et en hiver et des orages fréquents en été (15 à 20 jours).
Pour la période 1971-2000, la température annuelle moyenne est de 12,8 °C, avec une amplitude thermique annuelle de 15,6 °C. Le cumul annuel moyen de précipitations est de 741 mm, avec 9,7 jours de précipitations en janvier et 5,3 jours en juillet. Pour la période 1991-2020, la température moyenne annuelle observée sur la station météorologique la plus proche, située sur la commune de Blagnac à 16 km à vol d'oiseau, est de 14,2 °C et le cumul annuel moyen de précipitations est de 627,0 mm,. Pour l'avenir, les paramètres climatiques de la commune estimés pour 2050 selon différents scénarios d'émission de gaz à effet de serre sont consultables sur un site dédié publié par Météo-France en novembre 2022.

### Milieux naturels et biodiversité
Aucun espace naturel présentant un intérêt patrimonial n'est recensé sur la commune dans l'inventaire national du patrimoine naturel,,.

## Urbanisme

### Typologie
Au 1er janvier 2024, Menville est catégorisée commune rurale à habitat dispersé, selon la nouvelle grille communale de densité à sept niveaux définie par l'Insee en 2022.
Elle est située hors unité urbaine. Par ailleurs la commune fait partie de l'aire d'attraction de Toulouse, dont elle est une commune de la couronne,. Cette aire, qui regroupe 527 communes, est catégorisée dans les aires de 700 000 habitants ou plus (hors Paris),.

### Occupation des sols

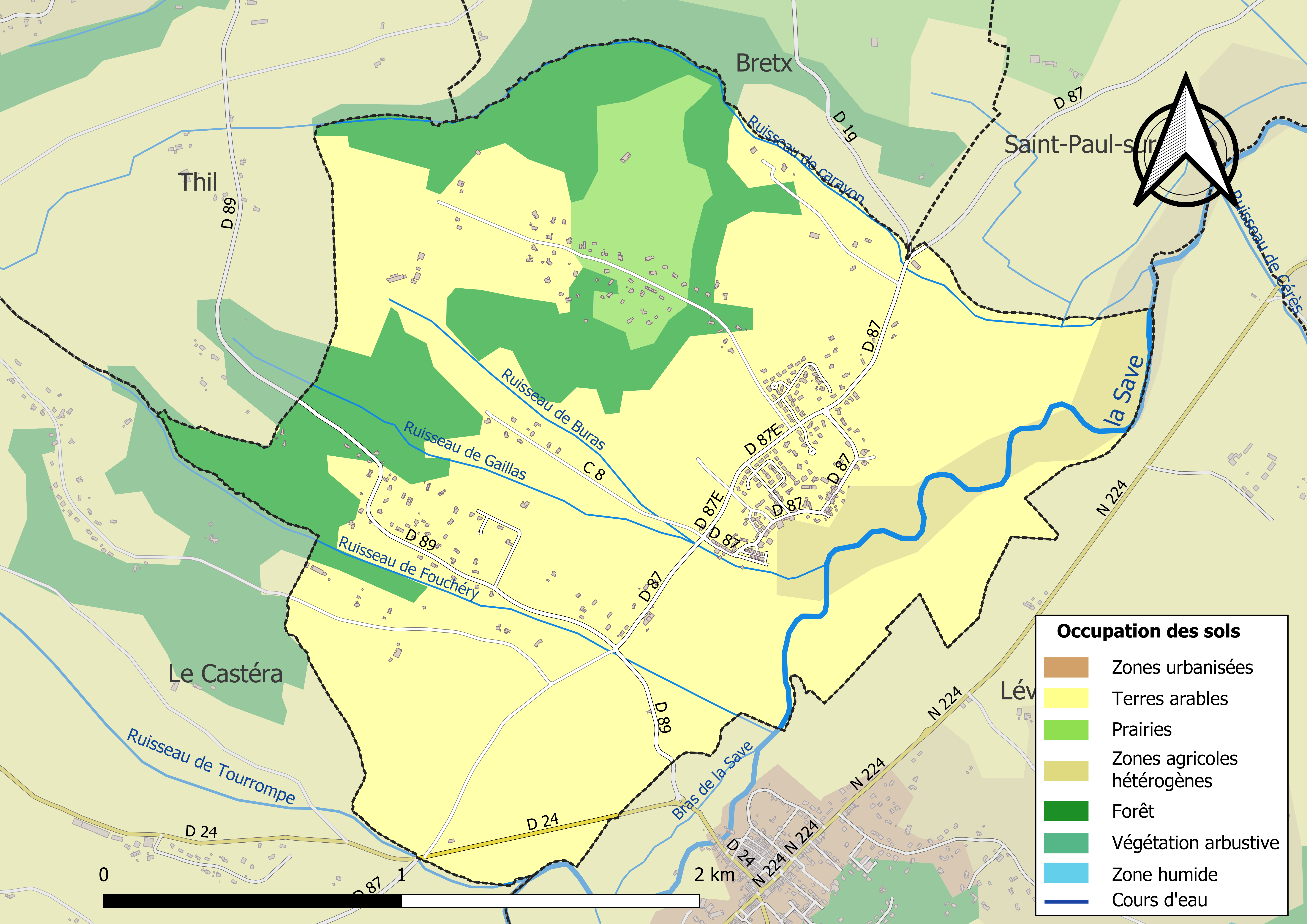
Carte des infrastructures et de l'occupation des sols de la commune en 2018 (CLC).

L'occupation des sols de la commune, telle qu'elle ressort de la base de données européenne d’occupation biophysique des sols Corine Land Cover (CLC), est marquée par l'importance des territoires agricoles (82,2 % en 2018), une proportion identique à celle de 1990 (82,2 %). La répartition détaillée en 2018 est la suivante : 
terres arables (70,9 %), forêts (17,8 %), zones agricoles hétérogènes (5,9 %), prairies (5,4 %). L'évolution de l’occupation des sols de la commune et de ses infrastructures peut être observée sur les différentes représentations cartographiques du territoire : la carte de Cassini (XVIIIe siècle), la carte d'état-major (1820-1866) et les cartes ou photos aériennes de l'IGN pour la période actuelle (1950 à aujourd'hui).

### Voies de communication et transports
La ligne 369 du réseau Arc-en-Ciel relie la commune à la gare routière de Toulouse depuis Lasserre-Pradère.

### Risques majeurs
Le territoire de la commune de Menville est vulnérable à différents aléas naturels : météorologiques (tempête, orage, neige, grand froid, canicule ou sécheresse), inondations et séisme (sismicité très faible). Un site publié par le BRGM permet d'évaluer simplement et rapidement les risques d'un bien localisé soit par son adresse soit par le numéro de sa parcelle.
Certaines parties du territoire communal sont susceptibles d’être affectées par le risque d’inondation par débordement de cours d'eau, notamment la Save. La commune a été reconnue en état de catastrophe naturelle au titre des dommages causés par les inondations et coulées de boue survenues en 1982, 1988, 1999, 2000 et 2009,.

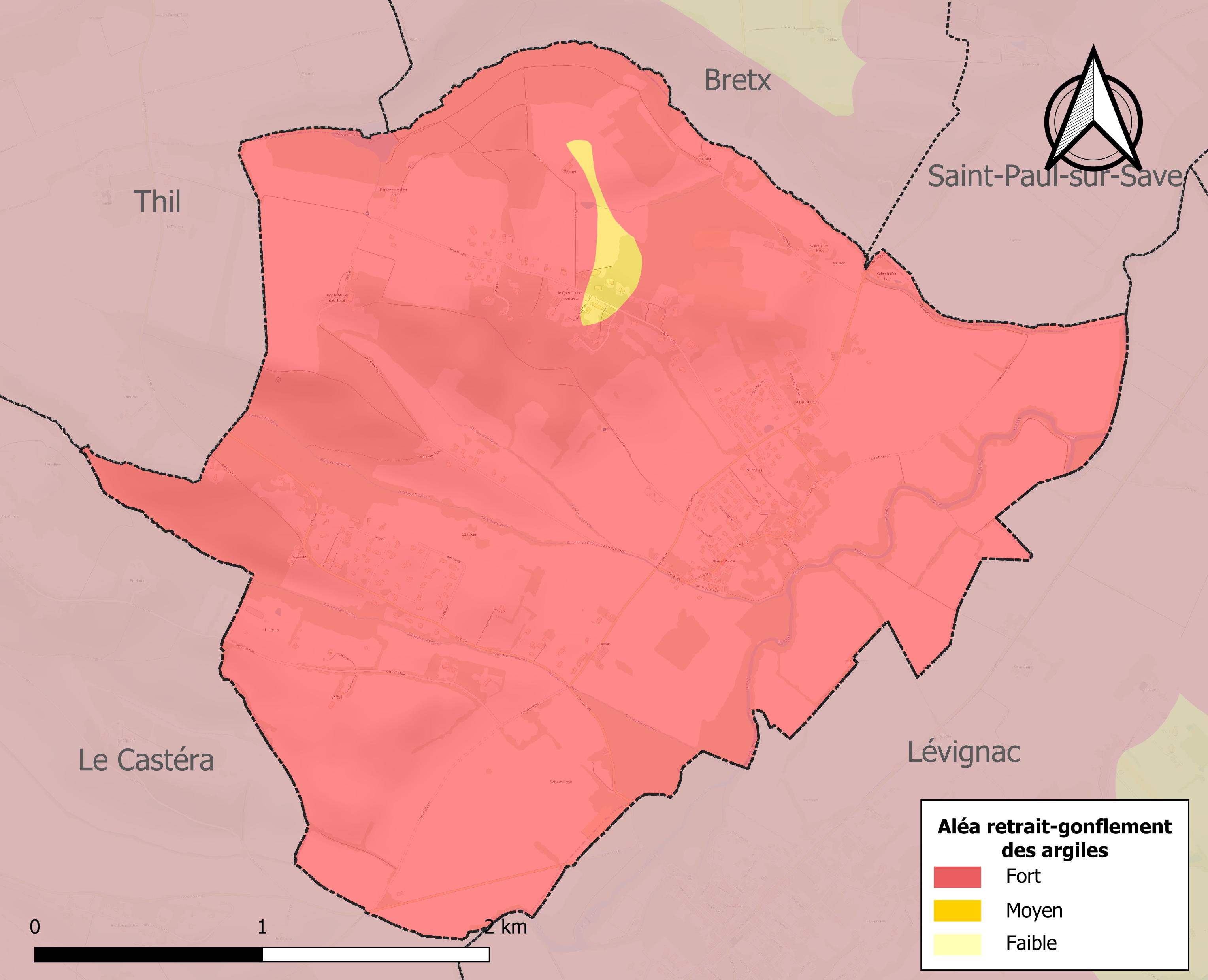
Carte des zones d'aléa retrait-gonflement des sols argileux de Menville.

Le retrait-gonflement des sols argileux est susceptible d'engendrer des dommages importants aux bâtiments en cas d’alternance de périodes de sécheresse et de pluie. La totalité de la commune est en aléa moyen ou fort (88,8 % au niveau départemental et 48,5 % au niveau national). Sur les 290 bâtiments dénombrés sur la commune en 2019, 290 sont en aléa moyen ou fort, soit 100 %, à comparer aux 98 % au niveau départemental et 54 % au niveau national. Une cartographie de l'exposition du territoire national au retrait gonflement des sols argileux est disponible sur le site du BRGM,.
Par ailleurs, afin de mieux appréhender le risque d’affaissement de terrain, l'inventaire national des cavités souterraines permet de localiser celles situées sur la commune.
Concernant les mouvements de terrains, la commune a été reconnue en état de catastrophe naturelle au titre des dommages causés par la sécheresse en 1989, 1996, 2003, 2011, 2015 et 2016 et par des mouvements de terrain en 1999.

## Histoire
Au XIIIe siècle Menville, autrefois orthographié Manville, faisait partie du comté des Jourdain de l'Isle, de puissants seigneurs alliés des comtes de Toulouse. Puis différents seigneurs locaux se succédèrent, parmi lesquels Richard Dejean au XVIIe siècle. À partir de 1790 Menville fut rattaché au district de Grenade,.
- 24 juillet 2004 : destruction d'un champ de maïs Bt transgénique par un collectif de faucheurs volontaires, dirigé par José Bové, Noël Mamère, Jean-Baptiste Libouban et Gérard Onesta.

## Politique et administration

### Administration municipale
Le nombre d'habitants au recensement de 2017 étant compris entre 500 habitants et 1 499 habitants, le nombre de membres du conseil municipal pour l'élection de 2020 est de quinze,.

### Rattachements administratifs et électoraux
Commune faisant partie de la cinquième circonscription de la Haute-Garonne, de la communauté de communes des Hauts Tolosans et du canton de Léguevin (avant le redécoupage départemental de 2014, Menville faisait partie de l'ex-canton de Grenade) et avant le 1er janvier 2017 de la communauté de communes de Save et Garonne.

### Liste des maires
| Période                                  | Période   | Identité            | Étiquette | Qualité            |
| ---------------------------------------- | --------- | ------------------- | --------- | ------------------ |
| avant 1995                               | ?         | Xavier Drouin       | PS        |                    |
| mars 2001                                | mars 2008 | Paul Chanaud        |           |                    |
| mars 2008                                | mars 2014 | Fernand Vaccari     |           |                    |
| mars 2014                                | mai 2020  | Marie-Laure Bavière | SE        | Retraitée          |
| mai 2020                                 | En cours  | Marie-Luce Fourcade | PS        | Directrice d'école |
| Les données manquantes sont à compléter. |           |                     |           |                    |

## Population et société

### Démographie
| 1793 | 1800 | 1806 | 1821 | 1831 | 1836 | 1841 | 1846 | 1851 |
| ---- | ---- | ---- | ---- | ---- | ---- | ---- | ---- | ---- |
| 251  | 232  | 225  | 210  | 216  | 254  | 265  | 286  | 287  |

| 1856 | 1861 | 1866 | 1872 | 1876 | 1881 | 1886 | 1891 | 1896 |
| ---- | ---- | ---- | ---- | ---- | ---- | ---- | ---- | ---- |
| 299  | 284  | 283  | 229  | 230  | 209  | 209  | 194  | 186  |

| 1901 | 1906 | 1911 | 1921 | 1926 | 1931 | 1936 | 1946 | 1954 |
| ---- | ---- | ---- | ---- | ---- | ---- | ---- | ---- | ---- |
| 176  | 171  | 159  | 127  | 132  | 133  | 143  | 134  | 134  |

| 1962 | 1968 | 1975 | 1982 | 1990 | 1999 | 2004 | 2006 | 2009 |
| ---- | ---- | ---- | ---- | ---- | ---- | ---- | ---- | ---- |
| 145  | 129  | 150  | 193  | 301  | 406  | 471  | 480  | 518  |

| 2014 | 2019 | 2022 | - | - | - | - | - | - |
| ---- | ---- | ---- | - | - | - | - | - | - |
| 707  | 781  | 799  | - | - | - | - | - | - |

| selon la population municipale des années : | 1968 | 1975 | 1982 | 1990 | 1999 | 2006 | 2009 | 2013 |
| Rang de la commune dans le département      | 463  | 415  | 308  | 275  | 235  | 230  | 226  | 209  |
| Nombre de communes du département           | 592  | 582  | 586  | 588  | 588  | 588  | 589  | 589  |

### Enseignement
Menville fait partie de l'académie de Toulouse.
L'éducation est assurée par un regroupement pédagogique intercommunal avec les communes de Saint-Paul-sur-Save et Bretx sur commune il y a une école primaire (CE2, CM1 et CM2). Tout comme ces deux autres communes, les collégiens menvillois vont au collège de Cadours et les lycéens au lycée de Pibrac.

### Sports
Chasse, pétanque,

### Écologie et recyclage
La collecte et le traitement des déchets des ménages et des déchets assimilés ainsi que la protection et la mise en valeur de l'environnement se font dans le cadre de la communauté de communes de Save et Garonne

## Économie

### Revenus
En 2018  (données Insee publiées en septembre 2021), la commune compte 281 ménages fiscaux, regroupant 805 personnes. La médiane du revenu disponible par unité de consommation est de 27 070 € (23 140 € dans le département).

### Emploi
|                | 2008  | 2013  | 2018  |
| -------------- | ----- | ----- | ----- |
| Commune        | 5,9 % | 5,9 % | 4,4 % |
| Département    | 7,7 % | 9,6 % | 9,3 % |
| France entière | 8,3 % | 10 %  | 10 %  |

En 2018, la population âgée de 15 à 64 ans s'élève à 491 personnes, parmi lesquelles on compte 84,8 % d'actifs (80,4 % ayant un emploi et 4,4 % de chômeurs) et 15,2 % d'inactifs,. Depuis 2008, le taux de chômage communal (au sens du recensement) des 15-64 ans est inférieur à celui de la France et du département.
La commune fait partie de la couronne de l'aire d'attraction de Toulouse, du fait qu'au moins 15 % des actifs travaillent dans le pôle,. Elle compte 45 emplois en 2018, contre 38 en 2013 et 38 en 2008. Le nombre d'actifs ayant un emploi résidant dans la commune est de 396, soit un indicateur de concentration d'emploi de 11,3 % et un taux d'activité parmi les 15 ans ou plus de 73,1 %.
Sur ces 396 actifs de 15 ans ou plus ayant un emploi, 26 travaillent dans la commune, soit 7 % des habitants. Pour se rendre au travail, 93,7 % des habitants utilisent un véhicule personnel ou de fonction à quatre roues, 2 % les transports en commun, 2,1 % s'y rendent en deux-roues, à vélo ou à pied et 2,3 % n'ont pas besoin de transport (travail au domicile).

### Activités hors agriculture

#### Secteurs d'activités
39 établissements sont implantés  à Menville au 31 décembre 2019. Le tableau ci-dessous en détaille le nombre par secteur d'activité et compare les ratios avec ceux du département,.
| Secteur d'activité                                                                                        | Commune | Commune | Département |
| Secteur d'activité                                                                                        | Nombre  | %       | %           |
| --- | ------- | ------- | ----------- |
| Ensemble                                                                                                  | 39      |         |             |
| Industrie manufacturière, industries extractives et autres                                                | 4       | 10,3 %  | (5,7 %)     |
| Construction                                                                                              | 9       | 23,1 %  | (12 %)      |
| Commerce de gros et de détail, transports, hébergement et restauration                                    | 5       | 12,8 %  | (25,9 %)    |
| Information et communication                                                                              | 5       | 12,8 %  | (4,1 %)     |
| Activités immobilières                                                                                    | 1       | 2,6 %   | (4,2 %)     |
| Activités spécialisées, scientifiques et techniques et activités de services administratifs et de soutien | 6       | 15,4 %  | (19,8 %)    |
| Administration publique, enseignement, santé humaine et action sociale                                    | 7       | 17,9 %  | (16,6 %)    |
| Autres activités de services                                                                              | 2       | 5,1 %   | (7,9 %)     |

Le secteur de la construction est prépondérant sur la commune puisqu'il représente 23,1 % du nombre total d'établissements de la commune (9 sur les 39 entreprises implantées  à Menville), contre 12 % au niveau départemental.

#### Entreprises et commerces
L'économie de la commune est principalement basée sur l'agriculture, mais tend à diminuer en faveur de zones résidentielles liées à la proximité de l'agglomération toulousaine puisque Bretx fait partie de son aire urbaine.

### Agriculture
|               | 1988 | 2000 | 2010 | 2020 |
| ------------- | ---- | ---- | ---- | ---- |
| Exploitations | 13   | 8    | 5    | 4    |
| SAU (ha)      | 356  | 269  | 266  | 238  |

La commune est dans les « Coteaux du Gers », une petite région agricole occupant une partie nord-ouest du département de la Haute-Garonne, caractérisée par une succession de coteaux peu accidentés, les surfaces cultivées étant entièrement dévolues aux grandes cultures. En 2020, l'orientation technico-économique de l'agriculture  sur la commune est la culture de céréales et/ou d'oléoprotéagineuses. Quatre exploitations agricoles ayant leur siège dans la commune sont dénombrées lors du recensement agricole de 2020 (13 en 1988). La superficie agricole utilisée est de 238 ha,,.

## Culture locale et patrimoine

### Lieux et monuments

#### Les édifices principaux
Les édifices principaux du village sont l’école et le château de Montlezun qui datent du XIXe siècle. Construite sous la IIIe République, l’école abritait alors la mairie, l’école et le logement des instituteurs. La ferme du Barry qui est située au centre du village, est ornée d’une tour crénelée. Elle faisait partie du domaine du comte Guillaume Dubarry de Lévignac.

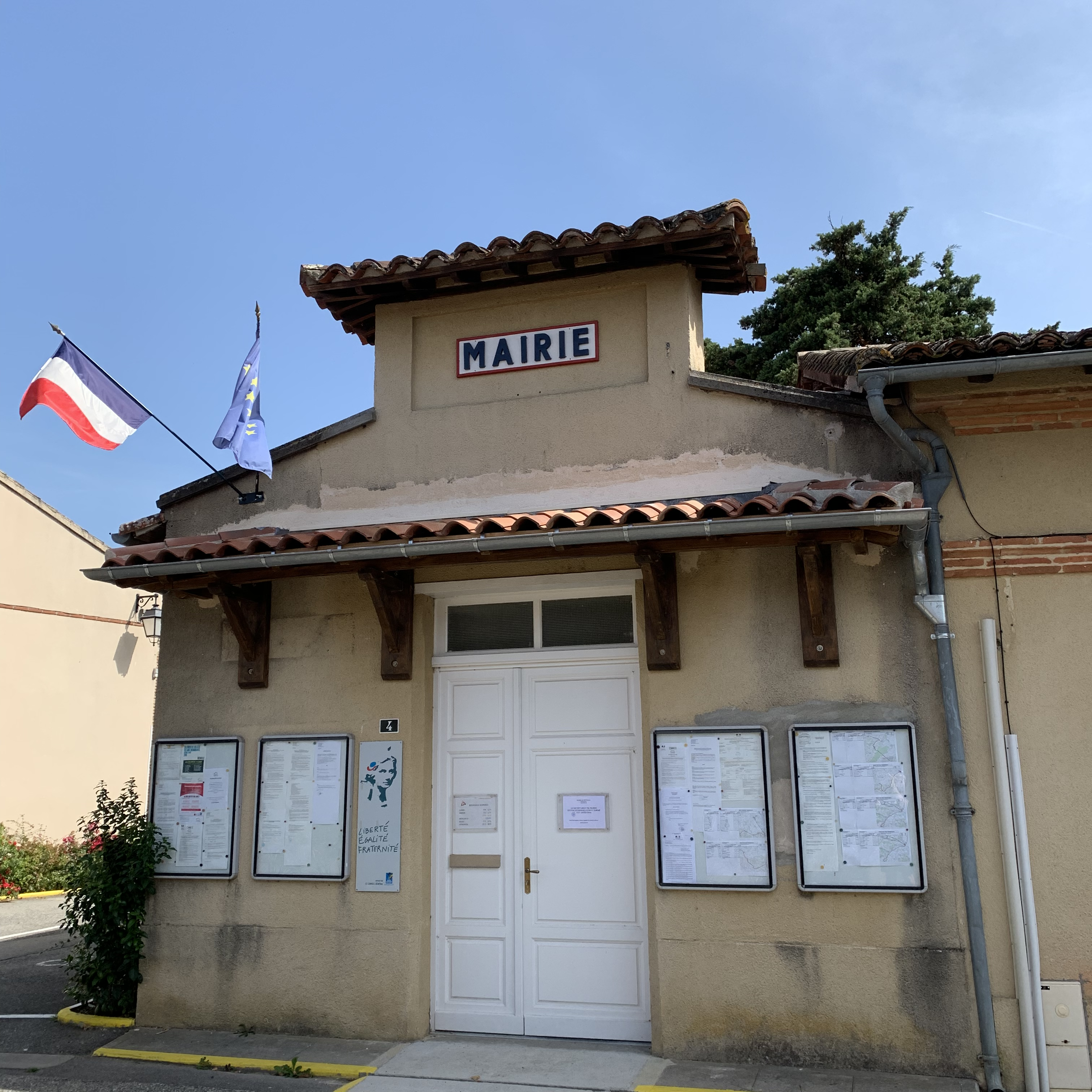
Mairie de Menville
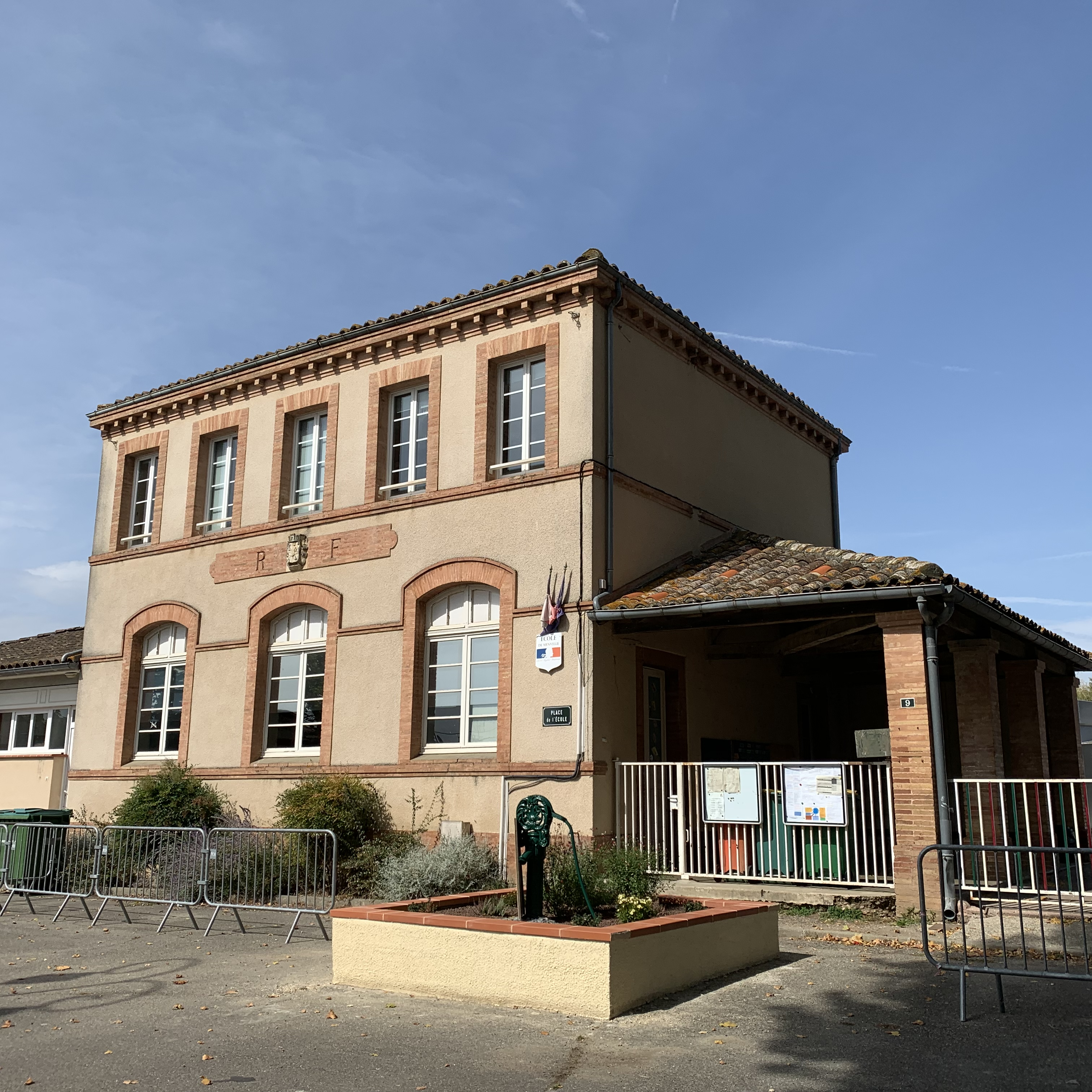
École communale

#### Église Saint-Germier-Sainte-Quitterie
L’église de Menville fut édifiée au XIXe siècle, à l’emplacement d’une précédente église mentionnée dans les archives dès 1596. L’église actuelle, construite en brique et galets, est ornée d’un clocher-mur percé de trois baies. Elle renferme deux bustes reliquaires, celui de saint Germier, évêque de Toulouse au VIe siècle, et celui de sainte Quitterie, martyre du Ve siècle.

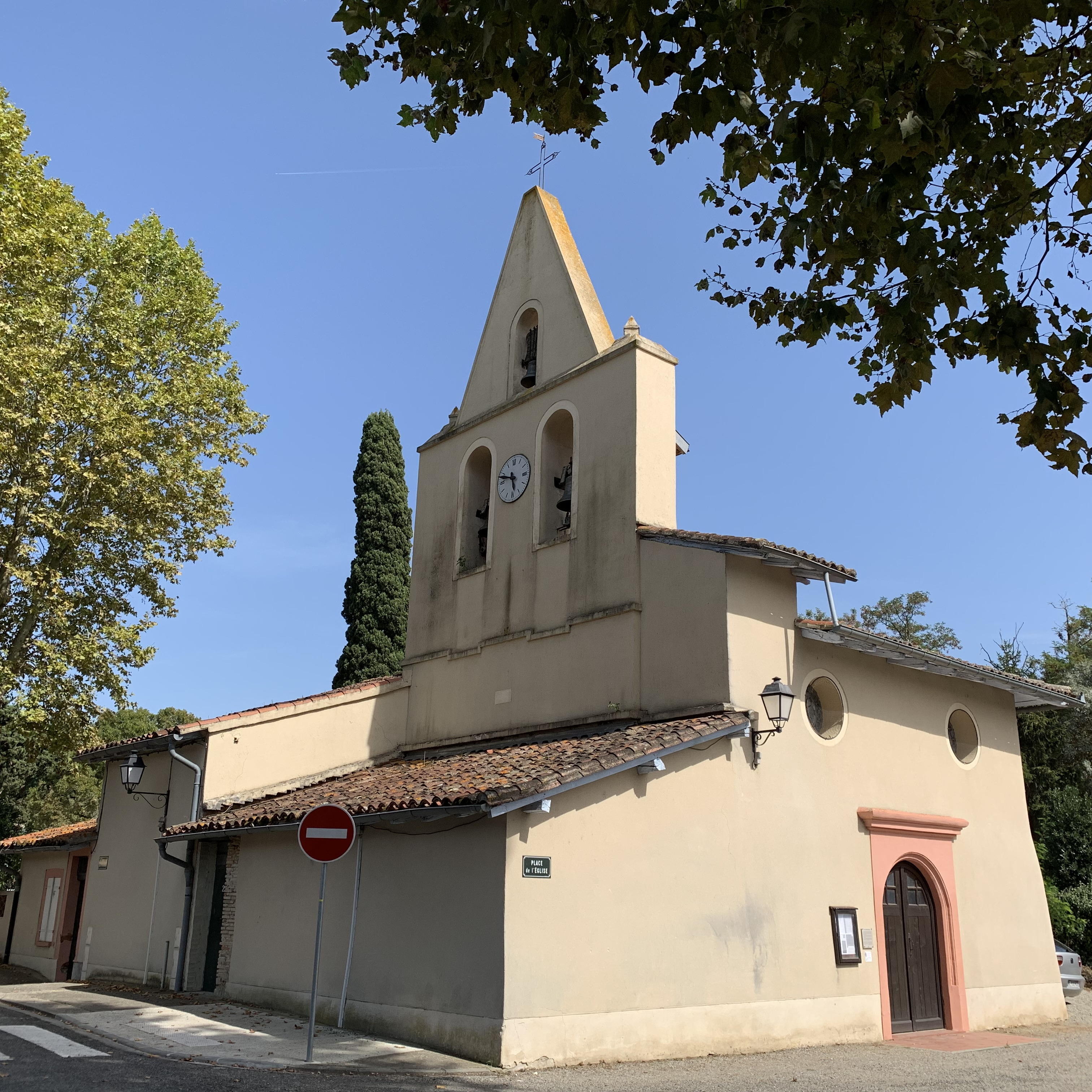
Église Saint-Germier-Sainte-Quitterie

### Personnalités liées à la commune
- André Rapp

### Héraldique
| Blason de Menville | Blason  | Écartelé : aux 1er de sinople à une corneille d'argent et au chef de gueules chargé d'un croissant d'or accosté de deux étoiles du même, aux 2e et 3e d'or au chevron d'azur accompagné de trois tours de gueules ouvertes de sable, au 4e de sinople à une corneille de sable* et au chef de gueules chargé d'un croissant d'or accosté de deux étoiles du même ; sur le tout, d'azur à un lion léopardé d'or et au chef de gueules chargé de trois besants d'or. |
| Blason de Menville | Détails | * Il y a là non-respect de la règle de contrariété des couleurs : ces armes sont fautives (sable sur sinople). Le statut officiel du blason reste à déterminer. |

## Pour approfondir